# Beckett (cràter)
Beckett és un cràter d'impacte de 60 km de diàmetre de Mercuri. Porta el nom de la pintora australiana Clarice Beckett (1887-1935), i el seu nom va ser aprovat per la Unió Astronòmica Internacional el 2008.
Va ser descobert el gener de 2008 durant el primer sobrevol del planeta de la sonda espacial MESSENGER. El sòl no és llis i mostra una fossa en forma d'arc o d'un auricular d'un telèfon, que també es diu fossa central. La mida de la fossa és de 35 x 7,5 km. Tal característica es pot haver originat de la caiguda d'una cambra magmàtica subjacent a la part central del cràter. Aquesta característica és semblant a la de les calderes volcàniques de la Terra quan es col·lapsen.